# Синагога Бейс Ісроель (Мінськ)
Головна синагога — синагога, яка розташована у Мінську за адресою вул. Даумана, 13б. Це головна синагога єврейської громади Мінська.

## Історія
Синагога була збудована в 1913 році за ініціативою ортодоксальних євреїв. У 1994 повернувся до цієї єврейської громади головний рабин Білорусі, який живе тут.